# Гад Зееви
Гад Зееви (на иврит: גד זאבי) e бизнес магнат от Израел. Собственик и председател на „Зееви груп“.

## Биография
Гад Зееви е роден на 13 ноември 1939 година в израелския кибук Мецада. През 1947 година семейството му пристига в град Хайфа, където в средата на 60-те години Зееви започва своя път на бизнесмен. Дейността му е в областта на строителството и инфраструктурата в рамките на семейната компания, която работи основно по договори с министерството на отбраната. След Шестдневната война компанията получава много договори и шеметно процъфтява.
В началото на 90-те години Зееви участва в конкурса за продажбата на израелската банка Мизрахи и печели. Неочаквано обаче и без някакво обяснение той се отказва от сделката. Известно е, че от страна на Държавния инспекторат по банките му е оказан сериозен натиск. Инспекторатът не одобрява, че един от партньорите на Зееви от Кения е замесен в голям финансов скандал. Но нито банковата институция, нито Зееви обясняват публично какво точно не е било наред. А когато след известно време Зееви иска да купи немного голямата израелска Банк сапанут, същият този банков инспекторат бързо го склонява да се откаже от намерението си. Неуспешен се оказва и опитът на Зееви да купи местния петролен дистрибутор Паз. Така и не стават известни подробностите около полските му партньори, както и другият участник – групата Либерман. Все пак Зееви успява да купи 20% от акциите на държавната телефонна компания Безек. След тази сделка последват и други успешни. Зееви придобява всички акции на дистрибутора на Субару в Израел. През 1998 година той получава правото на управление на „Клаль сахар“, което му позволява да има дял и в други свързани с нея компании.

## Авиокомпания „Балкан“
През 1999 година правителството на България продава на Гад Зееви държавната авиокомпания „Балкан“ за 150 000 щ.д. и обещание за инвестиции от 100 млн. щ.д. „Балкан“ обаче фалира през 2001 година и договорът за приватизация е прекратен. Година след това Зееви завежда в Париж дело за 230 млн. щ.д. и второ за 70 млн. щ.д. Точно по второто дело арбитражът в Париж постановява, че България дължи 10,3 млн. щ.д., които България отказва да плати. Тогава Зееви се опитва да получи цялата сума с дело, заведено в Йерусалим, с което претендира и за имоти на българското посолство. България се позова на текст в договора, според който решението трябва да се вземе от българския съд и в съответствие с българското законодателство. Въпреки това през 2008 година бизнесменът започва дело в САЩ, където отхвърлят молбата му. През август 2012 година Зееви обжалва и това решение, но без успех.